# Etayo
Etayo (em castelhano) ou Etaiu (em basco) é um município da Espanha na província e comunidade foral (autónoma) de Navarra. Tem 13,47 km² de área e em 2021 tinha 65 habitantes (densidade: 4,8 hab./km²).

## Demografia
| Variação demográfica do município entre 1991 e 2004 | Variação demográfica do município entre 1991 e 2004 | Variação demográfica do município entre 1991 e 2004 | Variação demográfica do município entre 1991 e 2004 |
| --------------------------------------------------- | --------------------------------------------------- | --------------------------------------------------- | --------------------------------------------------- |
| 1991                                                | 1996                                                | 2001                                                | 2004                                                |
| 99                                                  | 95                                                  | 89                                                  | 93                                                  |